# Paraphytus sancyi
Paraphytus sancyi är en skalbaggsart som beskrevs av Renaud Maurice Adrien Paulian 1949. Paraphytus sancyi ingår i släktet Paraphytus och familjen bladhorningar. Inga underarter finns listade i Catalogue of Life.